# 닉 고잉

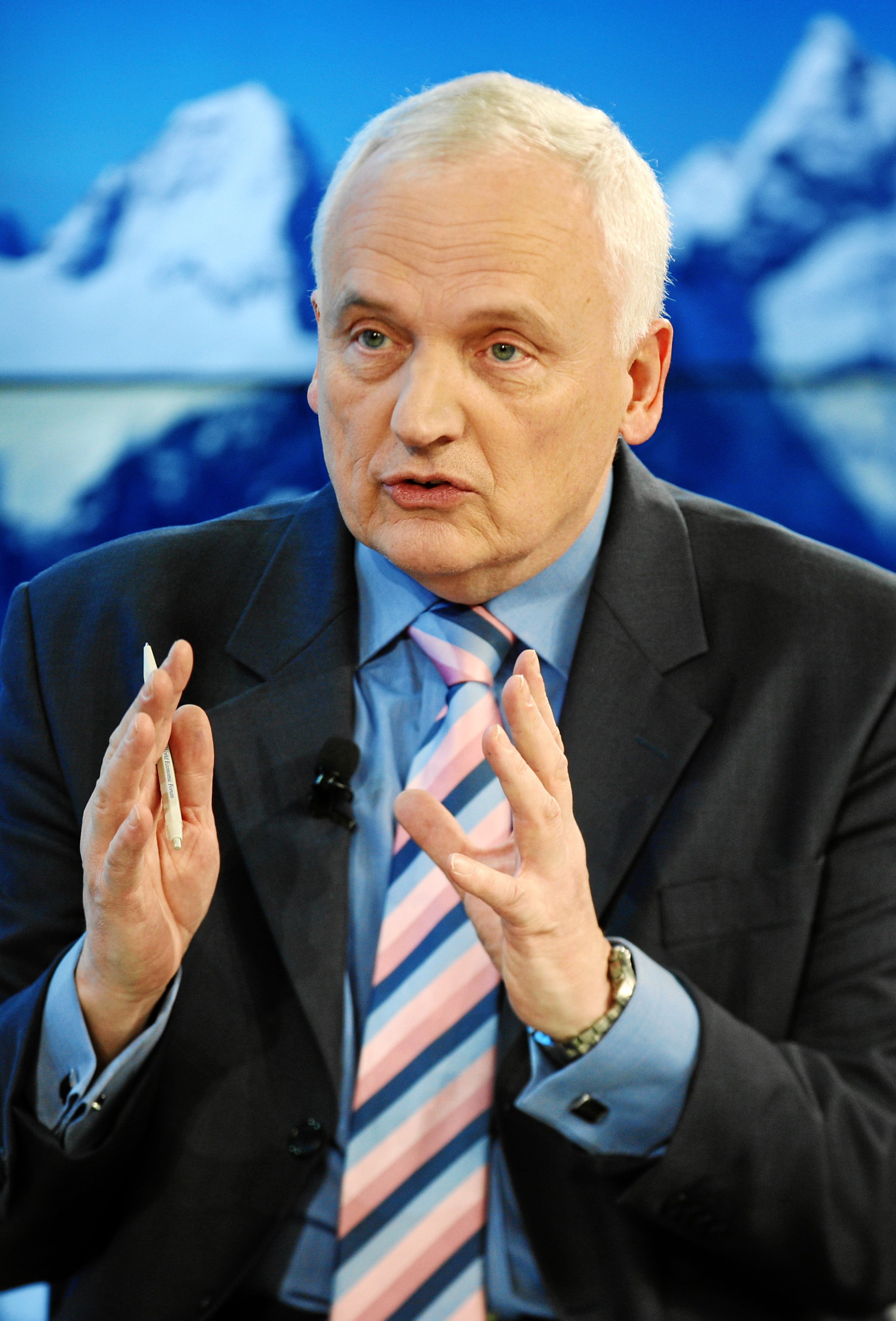

닉 카이스 고잉(Nik Keith Gowing, 1951년 - )은 영국의 언론인이다.
역사학자인 마거릿 고잉의 아들이며, 캔터베리와 런던에서 학창시절을 보내고 브리스톨 대학에서 지리를 전공하였다. 1978년에 ITV의 외신 전문가로 언론계에 진출했으며, 그 이후 영국의 민영TV 채널인 채널4을 거쳐 현재 BBC에서 BBC 월드 뉴스 앵커로 활동 중이다. 그가 담당하는 프로그램으로는 BBC 월드 뉴스의 매시간 뉴스와 월드 디베이트(World Debate) 등이다.
그는 1991년 걸프전과 2001년 9·11 테러 당시 뉴스 진행을 맡았으며, 특히 1997년 다이애나 왕세자빈의 사망 당시 7시간이나 BBC 속보 뉴스를 진행한 것으로 유명하다. 그날 방송국으로 달려가기 전에 고작 41분밖에 자지 못했던 일화도 있다.
그는 아내와 자녀 둘과 함께 런던 서부에 살고 있다.